# オレゴン州道8号線
オレゴン州道8号線（英: Oregon Route 8）は、アメリカ合衆国オレゴン州のポートランド郊外西部を通る幹線道路である。

## 経路
オレゴン州道8号線の東端は、ポートランド市境界線やワシントン郡-マルトノマ郡境界線のすぐ西方に位置する国道26号線との交差地点である。この辺りでは、国道26号線が通る渓谷の中を走っていることからキャニオン・ロードとして知られる。公式にはオレゴン州道8号線全線がトゥアラティン・バレー・ハイウェイ（29号線）の指定区間である。
東端から西方に進むと、オレゴン州道8号線はビーバートンに入る。フリーウェイであるオレゴン州道217号線と交差を越えると、標識の表示がTVハイウェイに切り替わる。オレゴン州道10号線と1街区を挟む距離まで近づくが、そのまま交差せず平行に走り続ける。地元の人々は平面道路を用いて8号線と10号線の乗り換えを行う。
更に西へ進んでビーバートンを越えると自動車専用道路となり、ワシントン郡の都会的な非法人地域（近隣にはインテルの工場がある）を抜けてヒルズボロへ突入する。
ヒルズボロの中心街を越えると、隣接するコーネリアスやフォレスト・グローヴに突入し、パシフィック大学の隣を通過する。フォレスト・グローヴで指定上の終点となるオレゴン州道47号線との交差点を越えると、オレゴン州道8号線はネヘーレム・ハイウェイ（102号線）と呼ばれる道路の一部となる。フォレスト・グローヴの西部では、オレゴン州道8号線はゲールズ・クリーク・ロードとして知られるが、この区間はもはや公式の州道ではない。フォレスト・グローヴ西部の農業地帯を越えると、グレンウッド付近でオレゴン州道6号線と交差し、オレゴン州道8号線の西端となる。

### 通過する市町

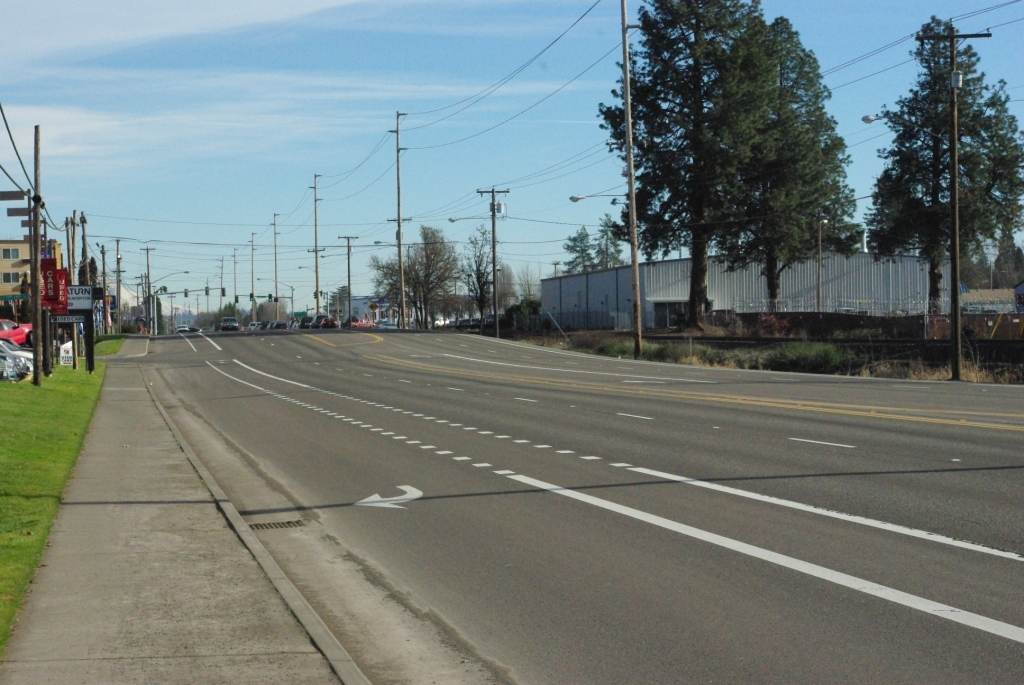
ビーバートンでマレー・ブルバード付近のオレゴン州道8号線。東方を望む。

- ポートランド
- ビーバートン
- アロア
- リードビル
- ヒルズボロ
- コーネリアス
- フォレスト・グローヴ
- ゲールズクリーク
- グレンウッド